# William C. Grimes

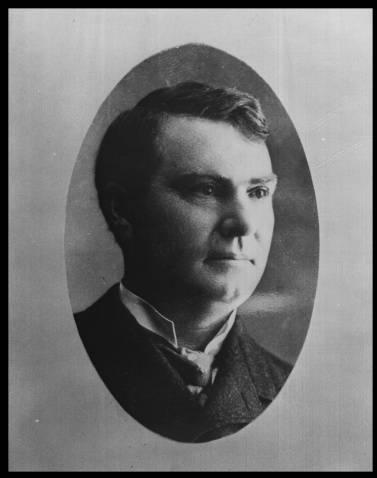
William C. Grimes

William C. Grimes (* 6. November 1857 in Lexington (Ohio); † 8. April 1931 in Santa Monica) war ein US-amerikanischer Politiker.

## Leben
Grimes wurde 1857 in Lexington, Ohio geboren. Mit 20 Jahren zog er nach Nebraska um. Dort war er im Zeitungsgeschäft tätig und besaß eine Handelsfirma. Kurz vor dem Oklahoma Land Run (1889) zog Grimes ins damals projektierte Kingfisher County.
Im Jahr 1901 war er 10 Tage lang Gouverneur des Oklahoma-Territoriums. Nach dieser kurzen Amtszeit zog er nach Oregon und später nach Kalifornien. Er lebte in Santa Monica, wo er 1931 starb.
In seinen politischen Ämtern setzte sich Grimes für die Durchführung von Recht und Gesetz im damals noch sehr chaotischen und eher anarchischen Oklahoma ein.

## Politische Laufbahn
- vor 1898: Wahl zum Sheriff vom Bezirk Johnson in Nebraska
- 1898: Grimes wird republikanischer Parteiführer, Bürgermeister und ein Marshal der Vereinigten Staaten.
- 1901: Sekretär des Oklahoma-Territoriums (ernannt von Präsident McKinley)
- 1901: Gouverneur des Oklahoma-Territoriums